# Gregor Deschwanden
Gregor Deschwanden (* 27. Februar 1991 in Horw) ist ein Schweizer Skispringer.

## Werdegang

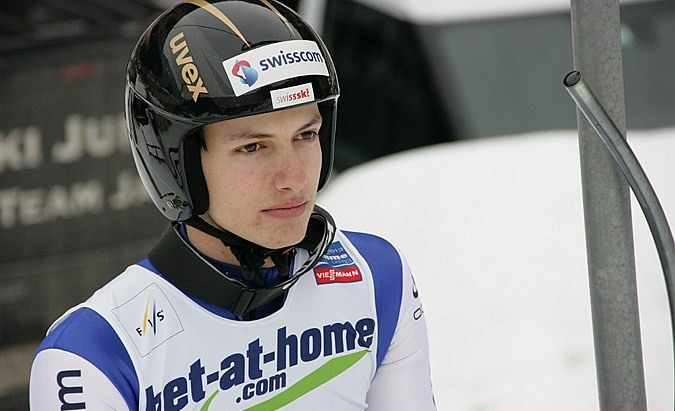
Gregor Deschwanden bei der WM 2013

Deschwanden gab am 9. September 2006 bei einem FIS-Rennen in Einsiedeln sein internationales Debüt und belegte den 50. Platz. Am 8. Oktober 2006 gab er, ebenfalls in Einsiedeln, sein FIS-Cup-Debüt und verpasste als 32. den zweiten Durchgang nur knapp. Erst ein Jahr später ging Deschwanden wieder im FIS Cup, erneut in Einsiedeln, an den Start und holte als 29. seine ersten Punkte in dieser Serie. Am 27. Dezember 2007 gab er in Engelberg sein Debüt im Continental Cup und belegte den 43. Platz. Bei der Junioren-WM in Zakopane wurde Deschwanden im Einzel 38. und im Team mit Rémi Français, Pascal Egloff und Adrian Schuler Zehnter. Bis auf den Continental Cup in Engelberg, den FIS Cup in Einsiedeln und die Junioren-WM ging er in dieser Saison nur bei FIS-Rennen an den Start.
In der Saison 2008/09 startete Deschwanden häufiger im Continental Cup. Sein bestes Ergebnis dabei war ein 31. Platz in Brotterode. Zudem ging er diese Saison bei mehreren Alpencups an den Start, konnte hier jedoch nie den zweiten Durchgang erreichen. Auch beim FIS Cup in Einsiedeln war Deschwanden dabei und wurde zweimal 24. Die Saison 2009/10 begann Deschwanden mit einem 19. Platz beim FIS Cup in Villach. In dieser Saison startete er mal im Continental Cup, mal im FIS Cup und mal im Alpencup. Zudem war Deschwanden am 7. Februar 2010 beim Teamspringen beim Weltcup in Willingen dabei und belegte mit Antoine Guignard, Rémi Français und Marco Grigoli im Team den 13. und damit vorletzten Platz. Anfang März erreichte er beim FIS Cup in Courchevel die Plätze zehn und neun. Im Sommer 2010 ging Deschwanden zu Beginn bei den Continental Cups in Kranj und Velenje an den Start, verpasste aber den zweiten Durchgang. Auch bei den Alpencups in Kranj und Oberstdorf war er dabei, erreichte immer den zweiten Durchgang und erzielte als Siebter in Oberstdorf das bisher beste Ergebnis seiner Karriere im Alpencup. Nach den FIS Cups in Einsiedeln holte Deschwanden bei den Schweizer Meisterschaften im Skispringen 2010 im Team die Bronzemedaille.
Im Winter ging Deschwanden erstmals regelmässig (16 Springen) an den Start, konnte jedoch nur bei vier Springen den zweiten Durchgang erreichen. Sein mit Abstand bestes Ergebnis war beim letzten Springen in Wisła Platz fünf. Auch bei einigen Springen im FIS Cup und Alpencup startete er. Deschwanden nahm zum zweiten und letzten Mal in seiner Karriere bei einer Junioren-WM teil. Diese fand in Otepää statt. Im Einzel belegte er den 38. Platz und wurde im Team mit Marco Grigoli, Pascal Egloff und Adrian Schuler Sechster. Bei den Schweizer Meisterschaften im Oktober 2011 wurde er hinter Simon Ammann erstmals Vizemeister. Mit dem Team des Zentralschweizer Schneesportverbandes konnte er seine dritte Bronzemedaille im Mannschaftswettbewerb feiern.
Am 4. Dezember 2011 konnte sich Deschwanden im norwegischen Lillehammer erstmals für ein Weltcup-Springen qualifizieren und belegte den 47. Rang. Ein knappes Jahr später, am 1. Dezember 2012, sammelte er als 30. im finnischen Kuusamo seinen ersten Weltcuppunkt. Im Januar 2013 gelang ihm auf der Ōkurayama-Schanze in Sapporo sein erster Continental-Cup-Sieg. Im gleichen Monat erzielte er auf der gleichen Schanze sein bestes Saison-Ergebnis im Weltcup im Einzel mit Platz 16. Bei den Nordischen Skiweltmeisterschaften 2013 im italienischen Val di Fiemme belegte er im Einzel den 41. Platz auf der Normalschanze und den 43. Platz auf der Grossschanze. Mit der Mannschaft wurde er Zehnter.
Am 24. November 2013 erzielte er als Zehnter in Klingenthal seine erste Top-Ten-Platzierung im Weltcup im Einzel. Im Februar 2014 nahm er in Sotschi erstmals an den Olympischen Winterspielen teil. Er belegte in den Einzelwettbewerben die Plätze 25 auf der Normalschanze und 14 auf der Grossschanze. Am 28. Februar 2014 konnte er mit einem weiteren zehnten Platz beim Weltcup in Lahti sein bestes Ergebnis wiederholen. Bei der Skiflug-Weltmeisterschaft 2014 in Harrachov belegte er den 23. Rang im Einzel.
Bei den Nordischen Skiweltmeisterschaften 2015 im schwedischen Falun belegte er im Einzel den 14. Platz auf der Normalschanze und den 17. Platz auf der Grossschanze. Mit der Mannschaft wurde er Zehnter. Am 10. März 2015 verbesserte er mit dem achten Platz in Kuopio sein bestes Einzel-Ergebnis seiner Karriere im Weltcup. Im Gesamtweltcup der Saison 2014/15 belegte er mit 189 Punkten den 27. Platz und erzielte damit sein bis dato bestes Abschneiden.
Am 13. Dezember 2015 erreichte Deschwanden als Siebter in Nischni Tagil sein bis dahin bestes Weltcup-Ergebnis. Bei der Skiflug-Weltmeisterschaft 2016 am Kulm belegte er den 30. Rang im Einzel. Die Saison 2016/17 war seine bis dahin schlechteste im Weltcup, seitdem er regelmässig im Weltcup startet. Er erreichte nur einmal die Punkteränge mit Platz 23 in Sapporo und blieb damit bei acht Weltcuppunkten. Bei den Nordischen Skiweltmeisterschaften 2017 im finnischen Lahti verpasste er im Einzel mit dem 33. Platz auf der Normalschanze und dem 35. Platz auf der Grossschanze jeweils den Finaldurchgang. Mit der Mannschaft wurde er, wie schon 2013 und 2015, Zehnter.
Am 2. Dezember 2017 stellte Deschwanden mit Rang sieben in Nischni Tagil sein bestes Weltcup-Ergebnis ein, das er zwei Jahre zuvor an gleicher Stelle zum ersten Mal ersprungen hatte. Insgesamt konnte er seine Leistungen gegenüber der Vorsaison verbessern und sprang wieder mehrfach in die Punkteränge. Bei der Skiflug-Weltmeisterschaft 2018 in Oberstdorf belegte er den 34. Rang im Einzel und den sechsten Rang mit der Mannschaft. Bei seinen zweiten Olympischen Winterspielen im Februar 2018 in Pyeongchang landete er im Einzelwettbewerb auf der Normalschanze auf dem 29. Platz und im Einzelwettbewerb auf der Grossschanze auf dem 36. Platz.
Die Weltcup-Saison 2018/19 verlief enttäuschend für Deschwanden. Er stand nach dem Springen in Engelberg in der weiterlaufenden Saison kein einziges Mal mehr im Kader. Deschwanden wurde insgesamt 67. und holte während der Saison magere vier Punkte in Kuusamo und Nischni Tagil.
Auch die Weltcup-Saison 2019/20, welche mitten in der Saison aufgrund der Corona-Pandemie abgebrochen werden musste, konnte sich Deschwanden nicht ins Rampenlicht stellen. Er wurde 51. und holte 18 Punkte insgesamt, wovon er mehr als die Hälfte beim zweiten Springen in Engelberg holte.
Ab der Saison 2020/21 konnte sich Deschwanden als Teamleader im Schweizerischen Team festsetzen. Dies wurde auch der Tatsache geschuldet, dass Simon Ammann aufgrund seines fortschreitenden Alters auf dem absteigenden Ast war und Killian Peier sich bei den Schweizerischen Meisterschaft im Winter 2020 einen Kreuzbandriss zuzog. Deschwanden wurde 26. in der Endabrechnung mit 206 Punkten. Dies war zu dem Zeitpunkt sein bestes Endergebnis seiner Karriere.
Auch in den zwei kommenden Saisons wurde Deschwanden jeweils 26. in der Endabrechnung. Dabei konnte er seinen Punktzahl am Ende der Saison jeweils auf bis zu 270 Punkte steigern.
In der Saison 2023/24 schien bei Deschwanden endgültig der Knoten zu platzen. Er konnte sich in Klingenthal sein erstes Podium sichern und auch in Willingen sicherte er sich mit Platz 3 ein weiteres Podest. Er beendete die Saison mit einem Bestwert von 552 Punkten auf Platz 18.
Beim Grand-Prix-Springen am 7. August 2021 im französischen Courchevel erreichte Deschwanden mit Rang zwei erstmals in seiner Karriere auf Top-Level-Niveau eine Podestplatzierung. Im folgenden Winter wurde er 14. der Vierschanzentournee 2021/22. Bei den Olympischen Winterspielen 2022 in Peking erreichte er im Teamwettbewerb von der Grossschanze den achten Platz. Im Einzelwettbewerb von der Normalschanze wurde er 17. und von der Grossschanze 22.
Bei den Europaspielen 2023 gewann er auf der Normalschanze die Bronzemedaille.

## Erfolge

### Grand-Prix-Siege im Einzel
| Nr. | Datum              | Ort        | Typ           |
| --- | ------------------ | ---------- | ------------- |
| 1.  | 29. Juli 2023      | Courchevel | Grossschanze  |
| 2.  | 23. September 2023 | Râșnov     | Normalschanze |
| 3.  | 1. Oktober 2023    | Hinzenbach | Normalschanze |

### Continental-Cup-Siege im Einzel
| Nr. | Datum           | Ort     | Typ          |
| --- | --------------- | ------- | ------------ |
| 1.  | 12. Januar 2013 | Sapporo | Grossschanze |

## Statistik

### Weltcup-Platzierungen
| Saison  | Platz | Punkte |
| ------- | ----- | ------ |
| 2012/13 | 44.   | 058    |
| 2013/14 | 32.   | 173    |
| 2014/15 | 27.   | 189    |
| 2015/16 | 39.   | 061    |
| 2016/17 | 64.   | 008    |
| 2017/18 | 38.   | 054    |
| 2018/19 | 67.   | 004    |
| 2019/20 | 51.   | 018    |
| 2020/21 | 26.   | 206    |
| 2021/22 | 26.   | 243    |
| 2022/23 | 26.   | 270    |
| 2023/24 | 18.   | 552    |
| 2024/25 | 06.   | 996    |

### Grand-Prix-Platzierungen
| Saison | Platz | Punkte |
| ------ | ----- | ------ |
| 2012   | 32.   | 071    |
| 2013   | 28.   | 108    |
| 2014   | 15.   | 160    |
| 2015   | 27.   | 111    |
| 2016   | 28.   | 084    |
| 2017   | 33.   | 069    |
| 2018   | 28.   | 069    |
| 2020   | 07.   | 065    |
| 2021   | 11.   | 165    |
| 2022   | 08.   | 146    |
| 2023   | 02.   | 582    |
| 2024   | 11.   | 166    |

### Continental-Cup-Platzierungen
| Saison  | Platz | Punkte |
| ------- | ----- | ------ |
| 2010/11 | 071.  | 067    |
| 2011/12 | 062.  | 076    |
| 2012/13 | 036.  | 304    |
| 2013/14 | 045.  | 172    |
| 2014/15 | 078.  | 078    |
| 2015/16 | 139.  | 014    |
| 2016/17 | 106.  | 052    |
| 2018/19 | 063.  | 146    |
| 2019/20 | 060.  | 110    |

### Schanzenrekorde
| Schanze (Hillsize)     | Ort         | Land        | Weite   | aufgestellt am    | Rekord bis    |
| ---------------------- | ----------- | ----------- | ------- | ----------------- | ------------- |
| Puijo-Schanze (HS100)  | Kuopio      | Finnland    | 105,0 m | 10. März 2015     | 10. März 2015 |
| Vogtland Arena (HS140) | Klingenthal | Deutschland | 146,5 m | 10. Dezember 2023 | aktuell       |